# Eueides ecuadorensis
Eueides ecuadorensis är en fjärilsart som beskrevs av Embrik Strand 1912. Eueides ecuadorensis ingår i släktet Eueides och familjen praktfjärilar. Inga underarter finns listade i Catalogue of Life.